# Morfosemántica
La Morfosemántica es la ciencia que estudia el significado puro de la forma, aplicada a cualquier tipo de lenguaje. Cercana a la semiótica, esta ciencia estudiada bajo diversos puntos de vista desde la antigüedad (Platón (Kratylos)-Wilhelm von Humboldt...) fue unificada bajo este nombre por Lucas de la Fuente, escritor, poeta y ensayista español nacido en la segunda mitad del siglo XX.